# Грыфув-Слёнский
Гры́фув-Слёнский (пол. Gryfów Śląski, нем. Greiffenberg) — город в Польше, входит в Нижнесилезское воеводство, Львувецкий повет. Центр городско-сельской гмины. Занимает площадь 6,63 км². Население — 7200 человек (на 2004 год).

## История
- Город возник в XIII веке вблизи оборонительного замка Гриф (отдалённого 6 км). Вероятно, статус города признал в 1242 году князь Болеслав II Рогатка из силезской ветви династии Пястов.
- С 1525 года в городе происходили протестантские богослужения. После Тридцатилетной войны, в 1654 году, все протестантские церкви отдали католикам.
- В 1783 году в большом пожаре сгорел почти целый город.

## Фотографии

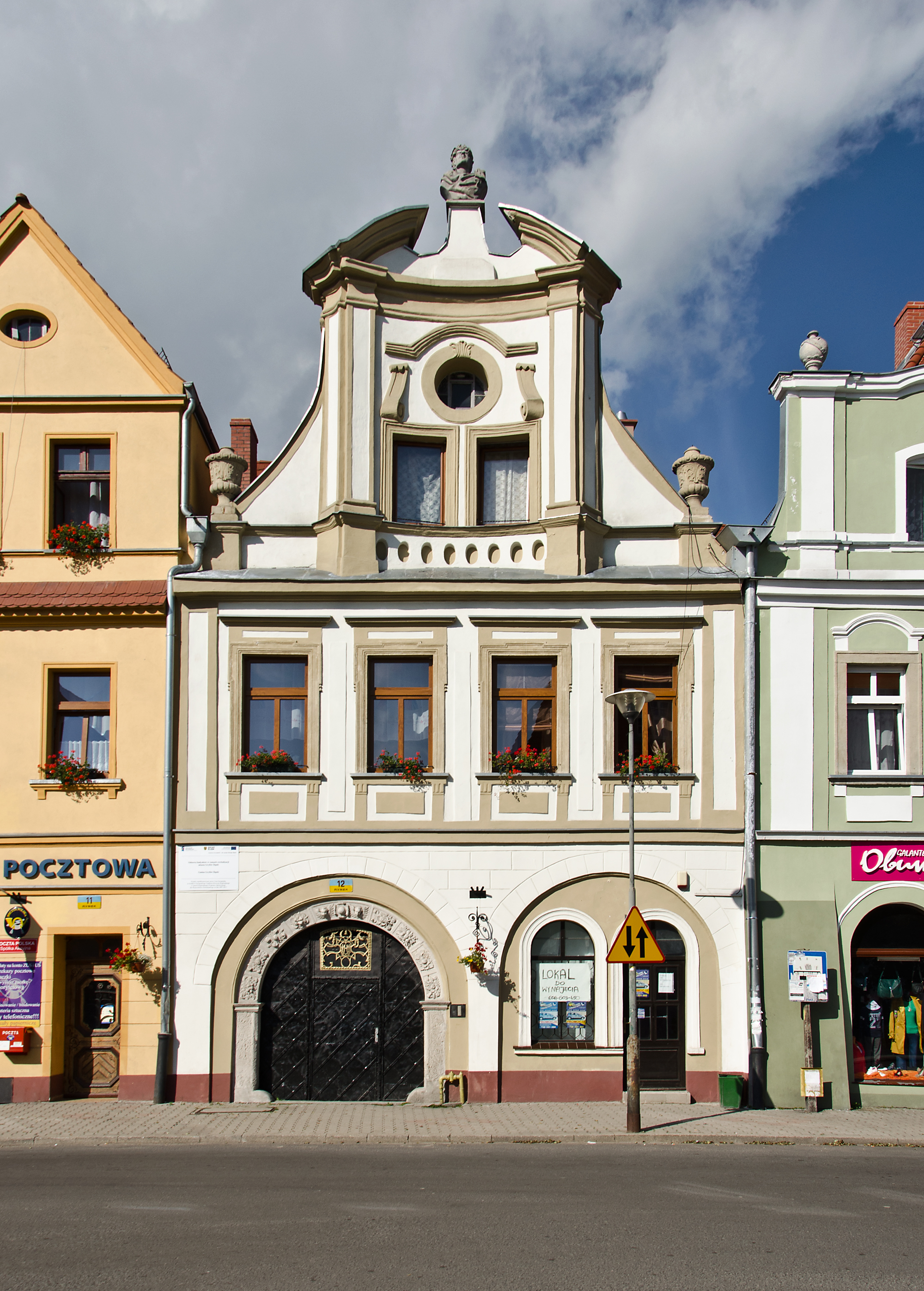
Старинный особняк
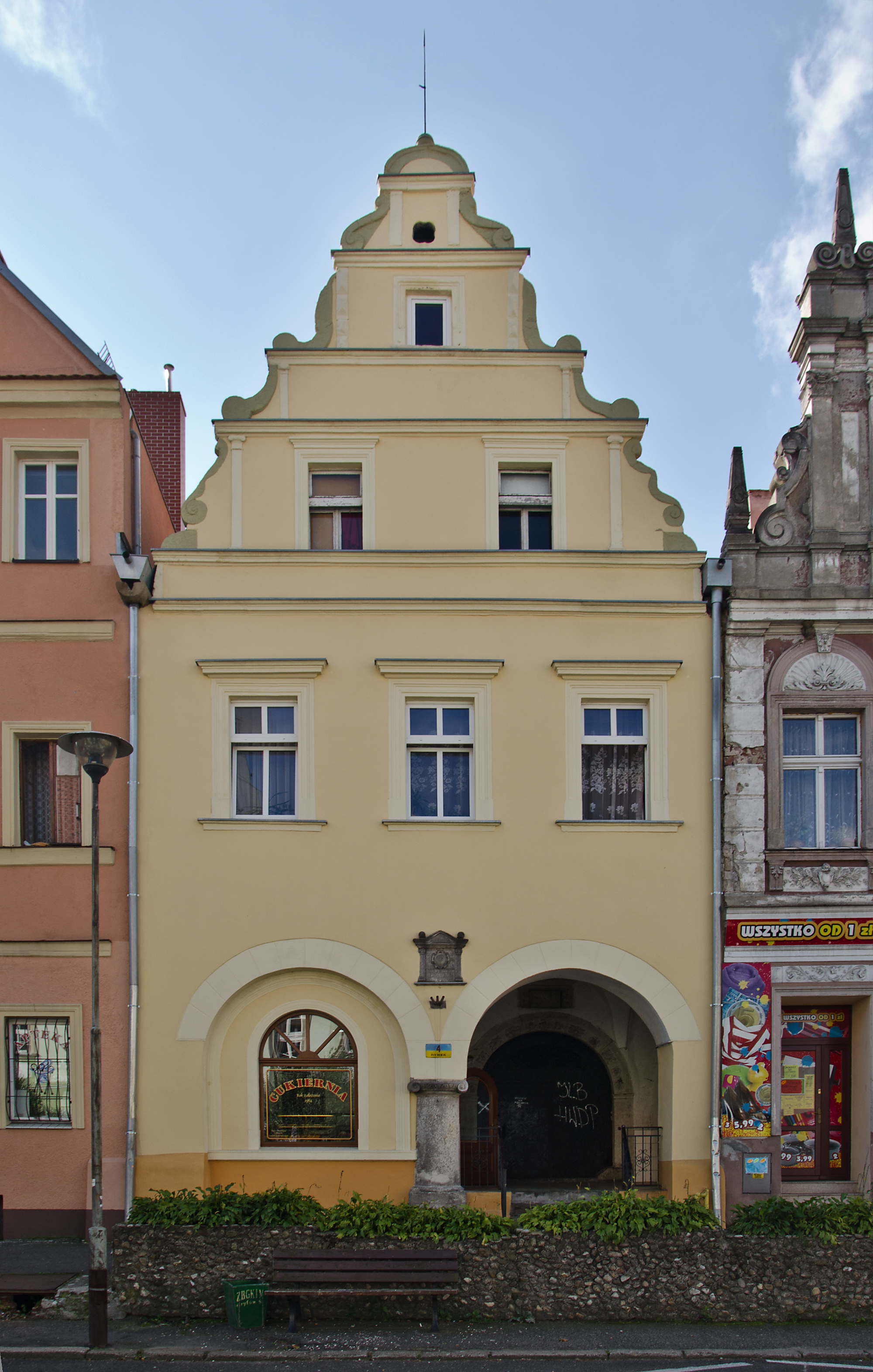
Старинный особняк
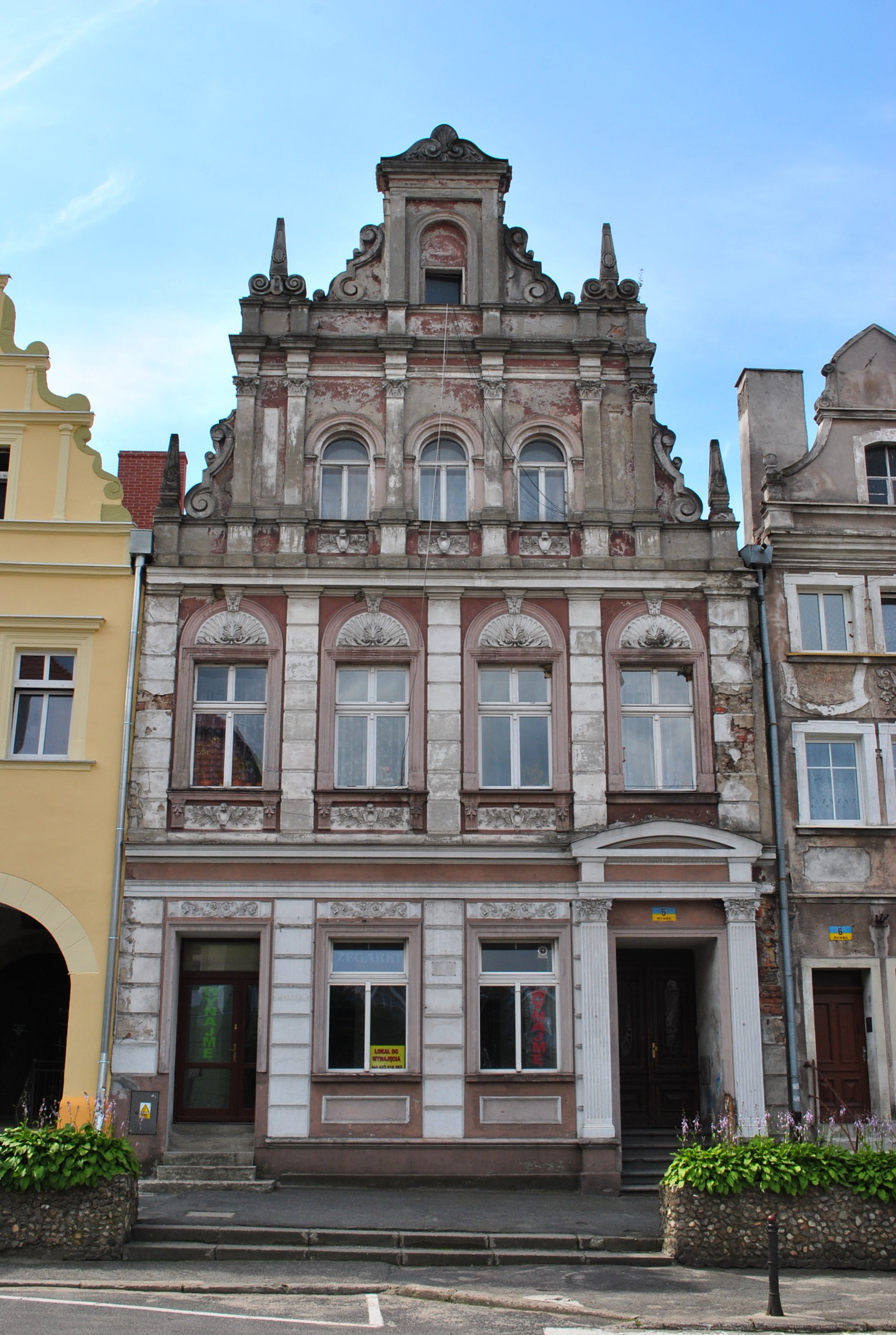
Старинный особняк
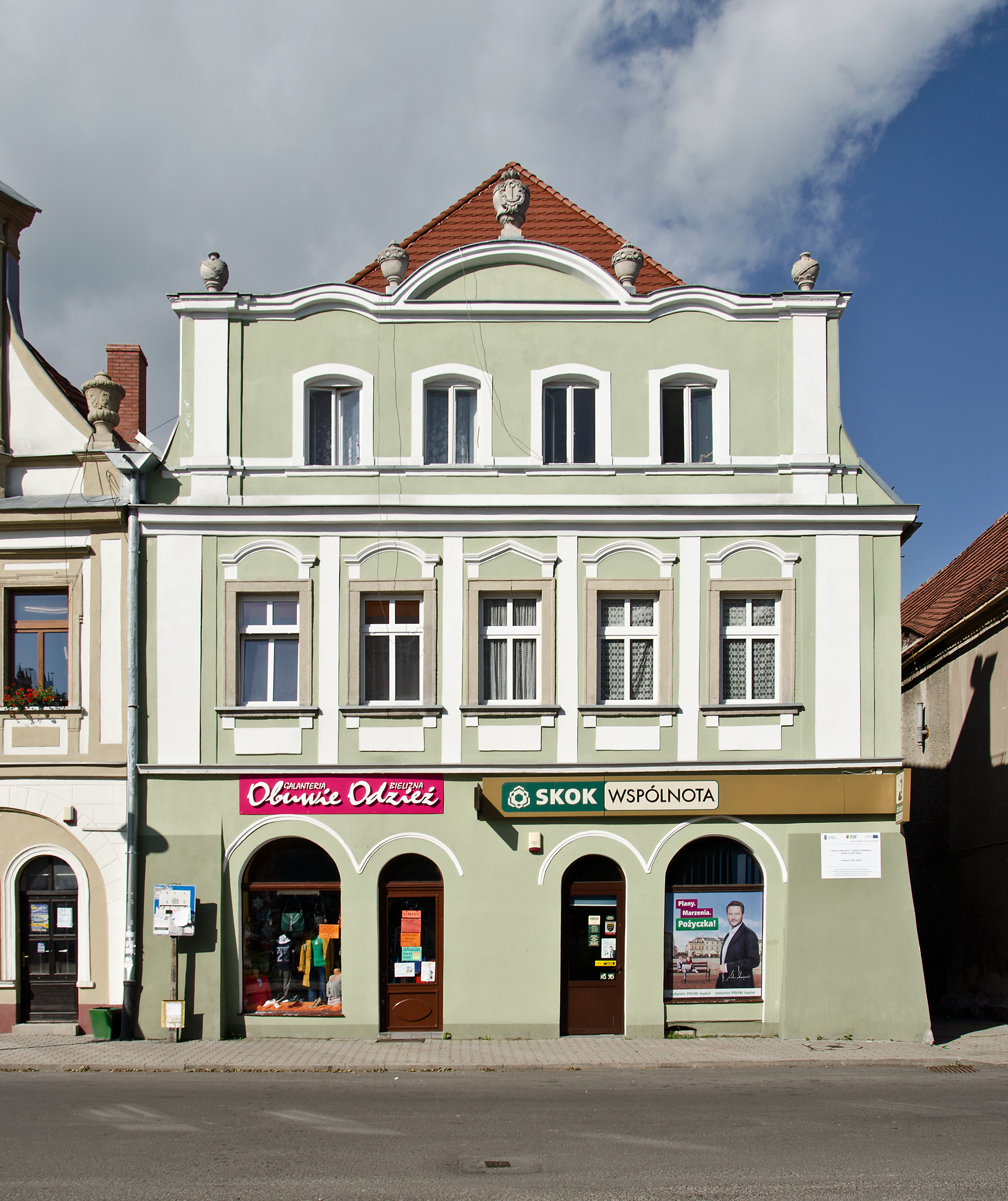
Старинный особняк
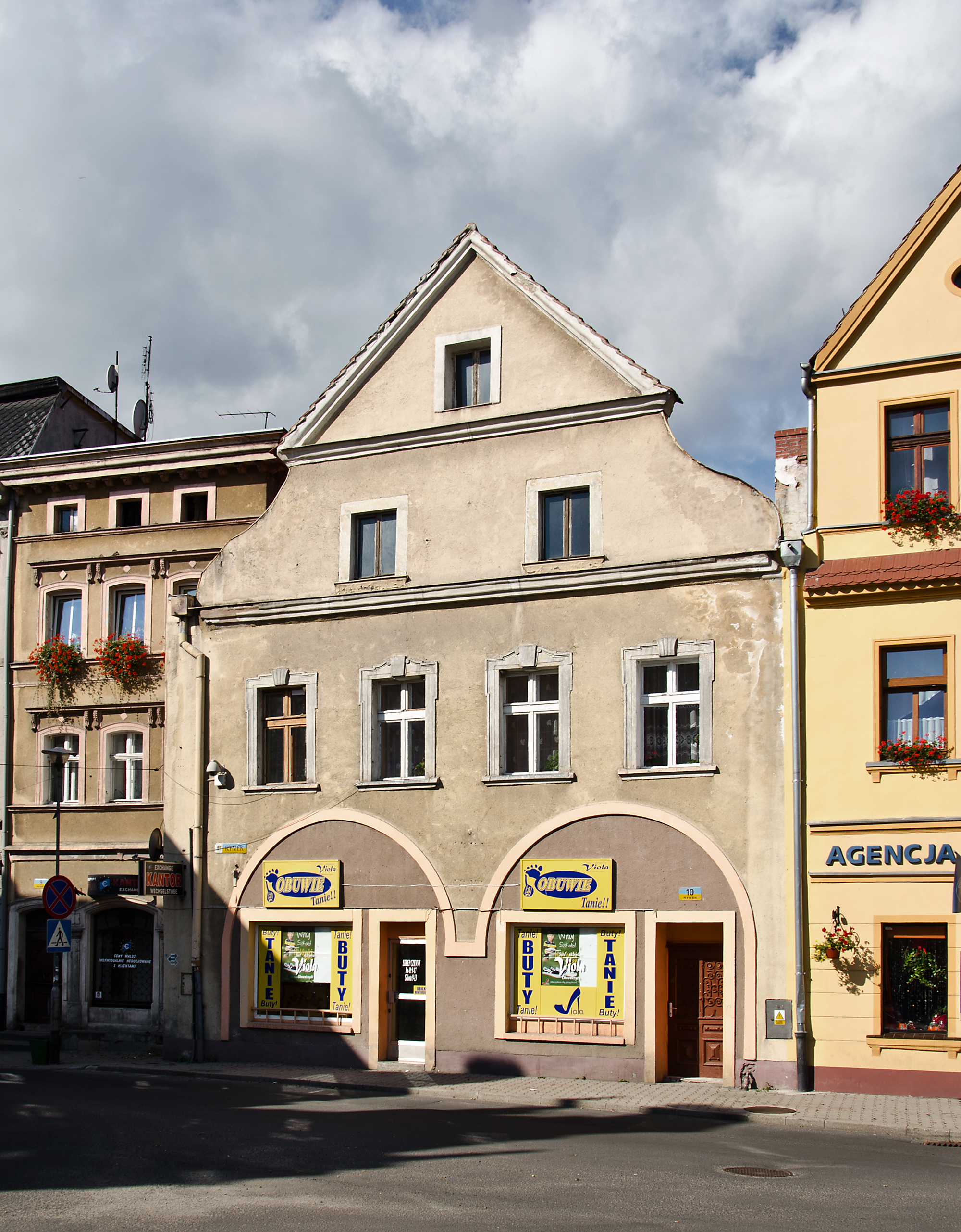
Старинный особняк
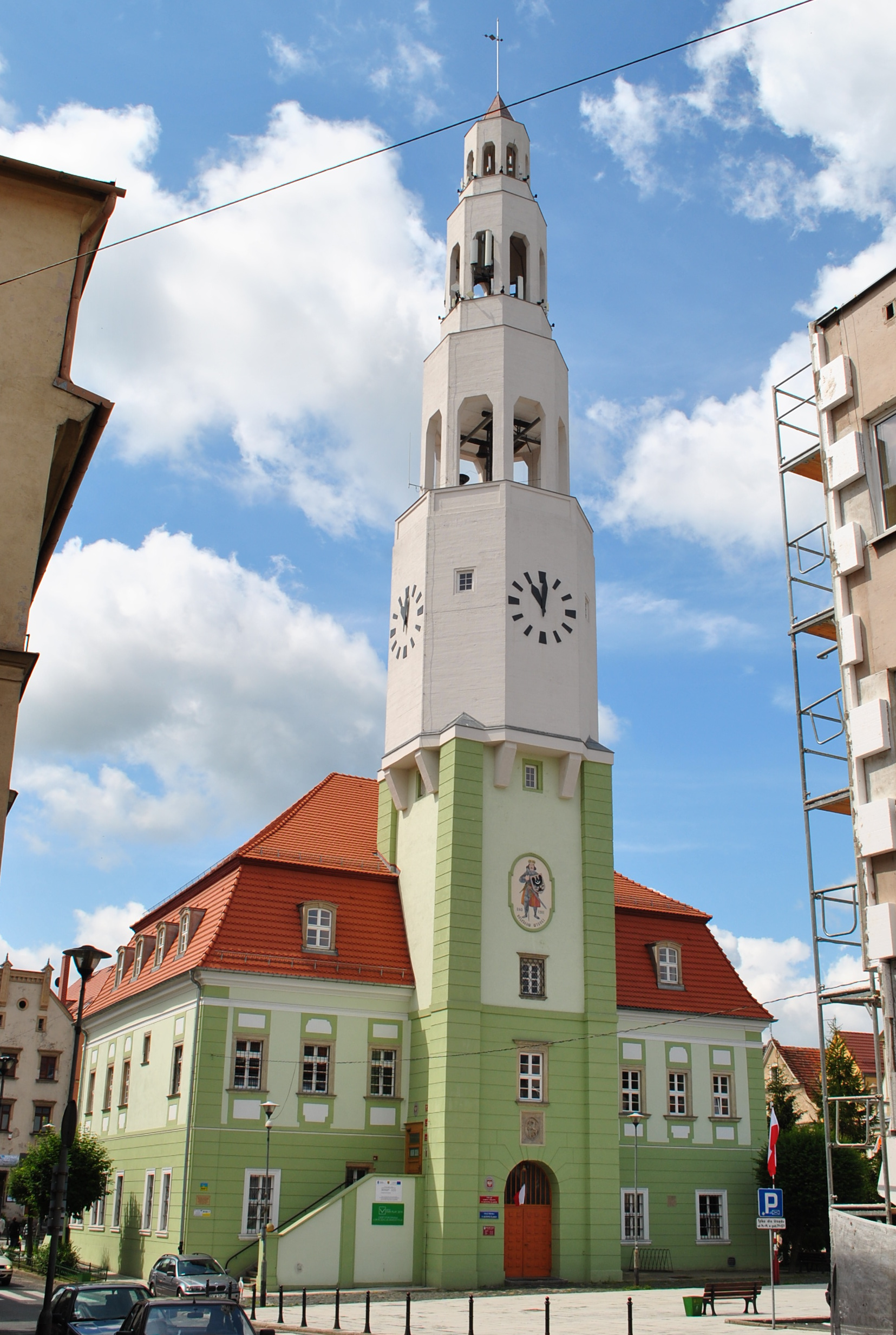
Ратуша
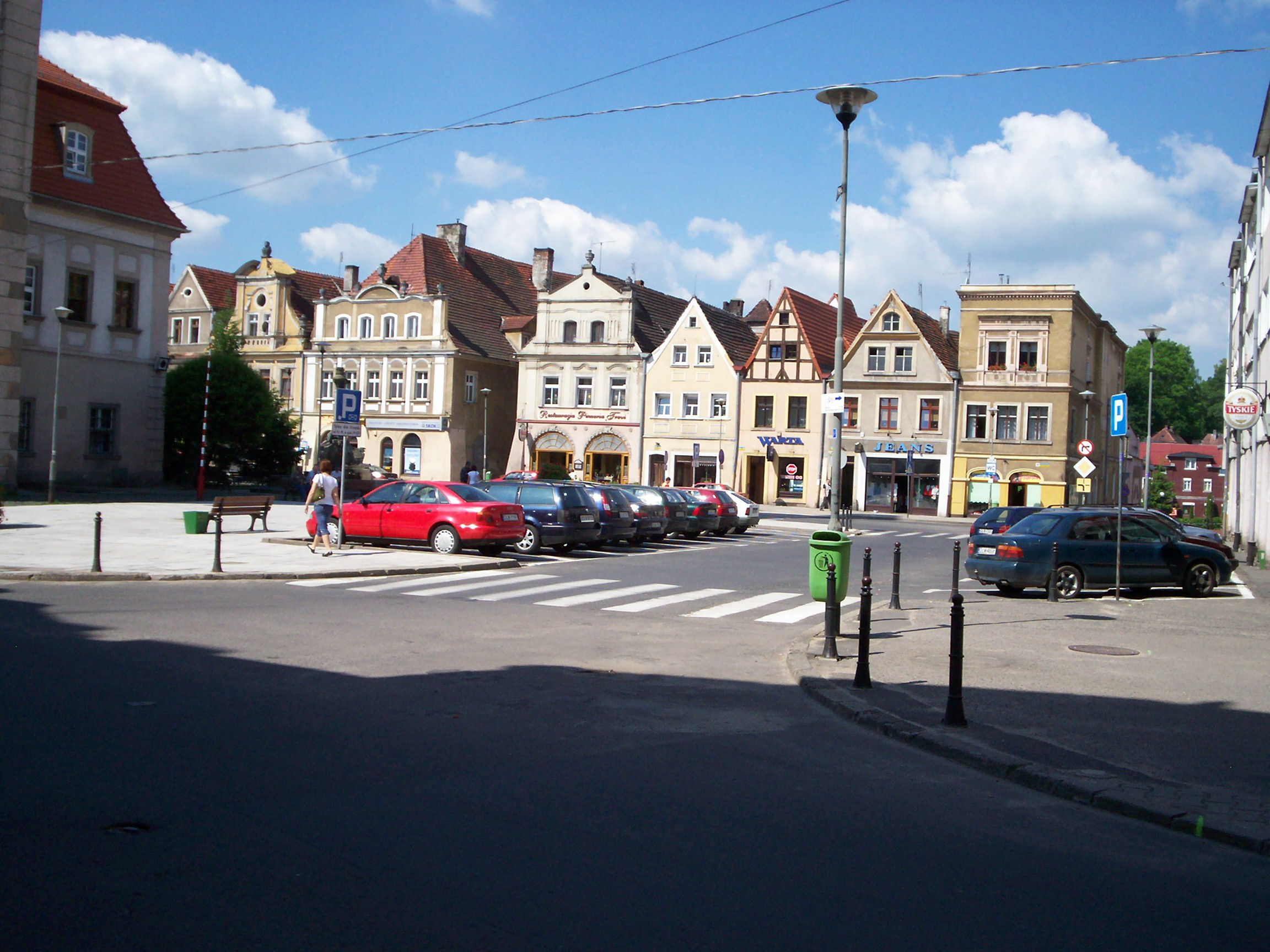
Рыночная площадь
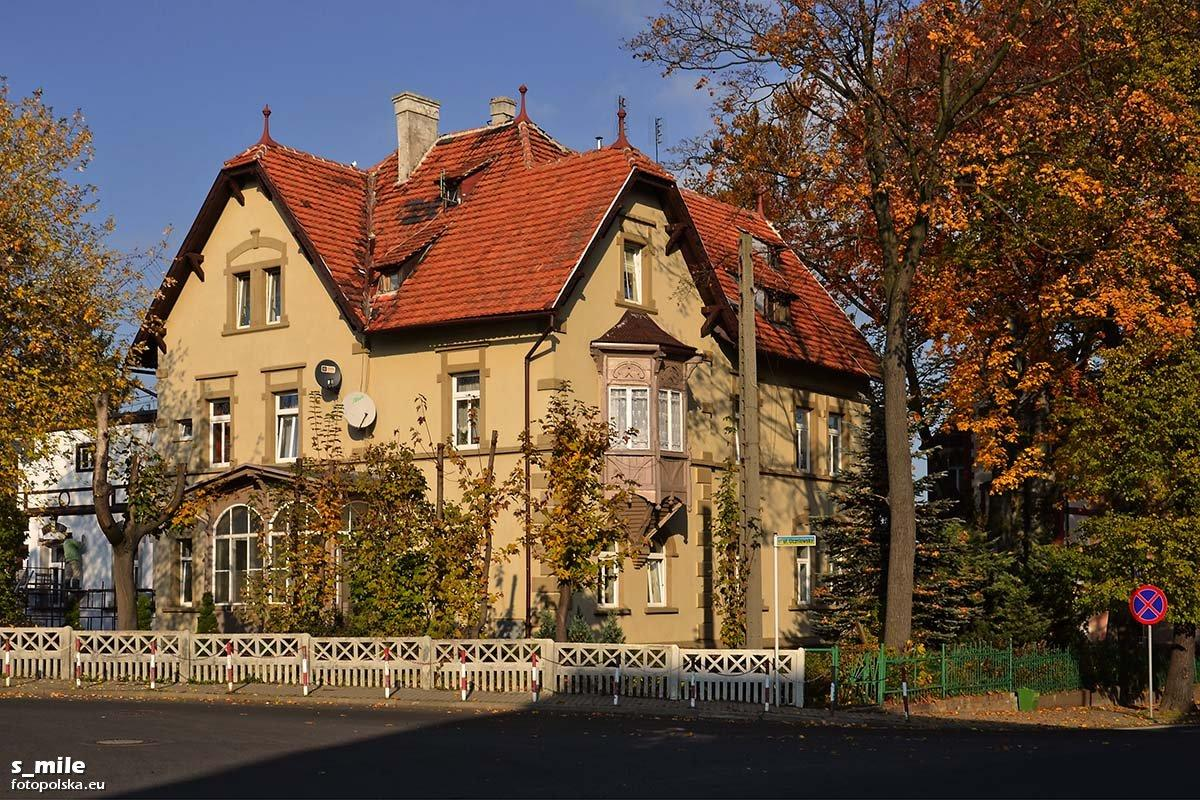
Старый особняк
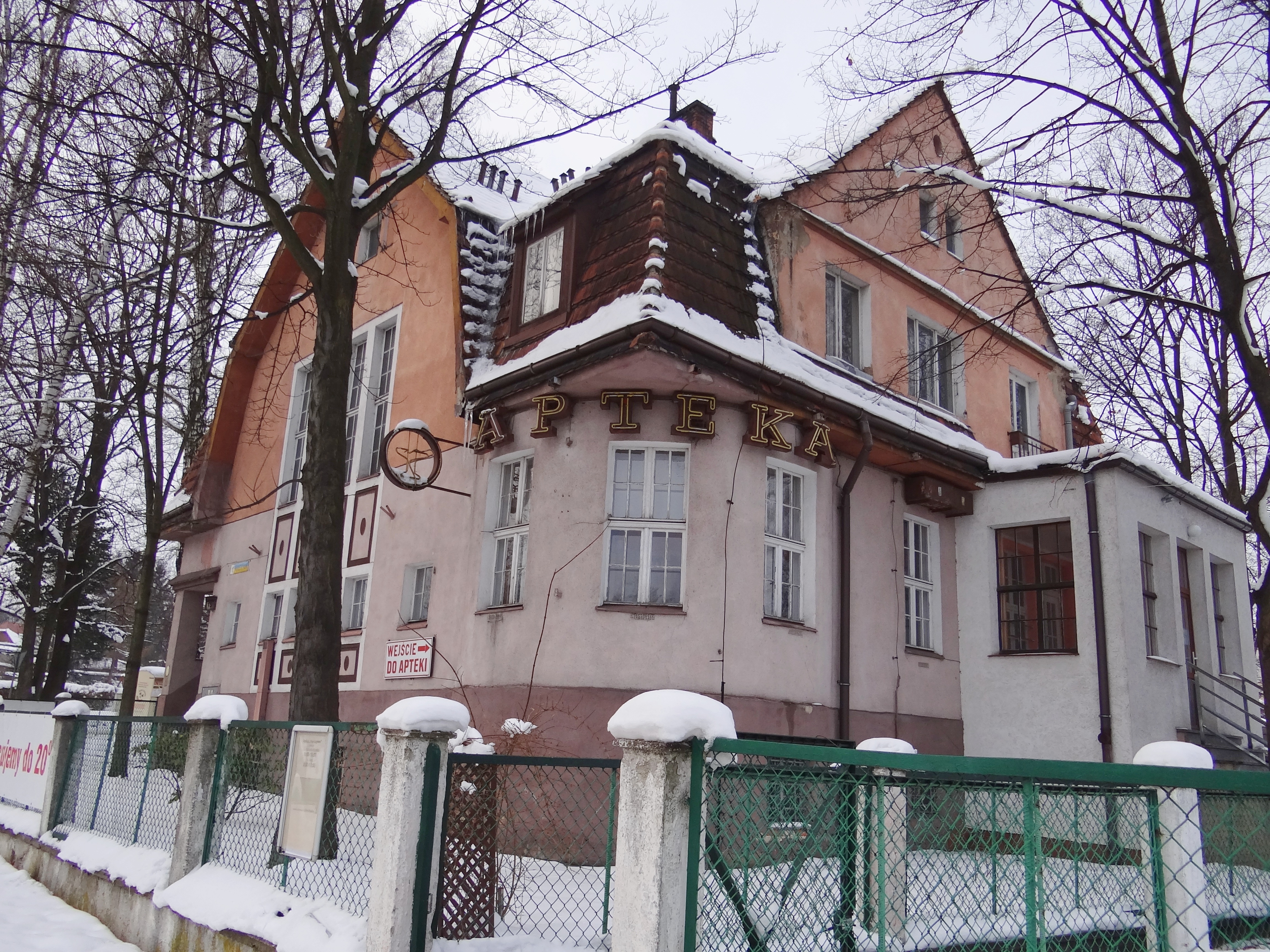
Аптека
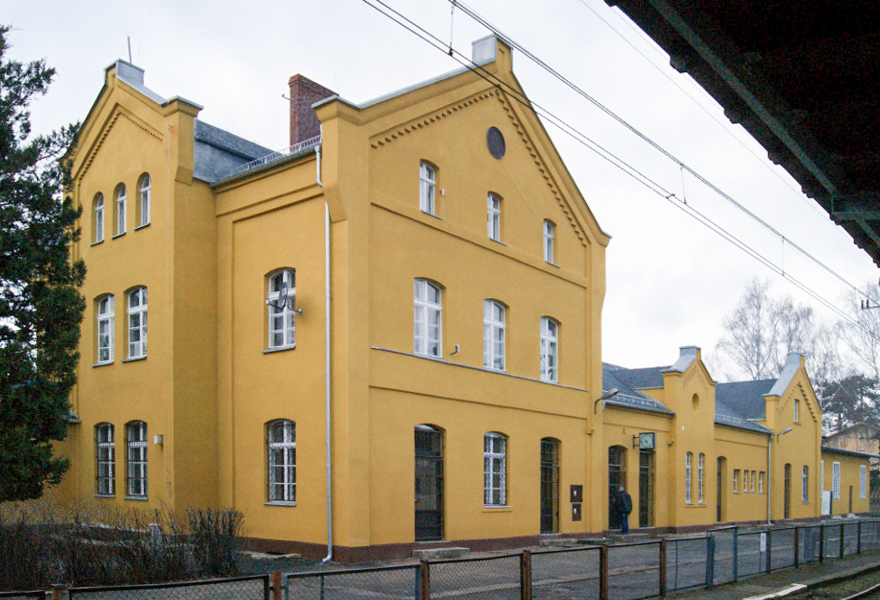
Вокзал
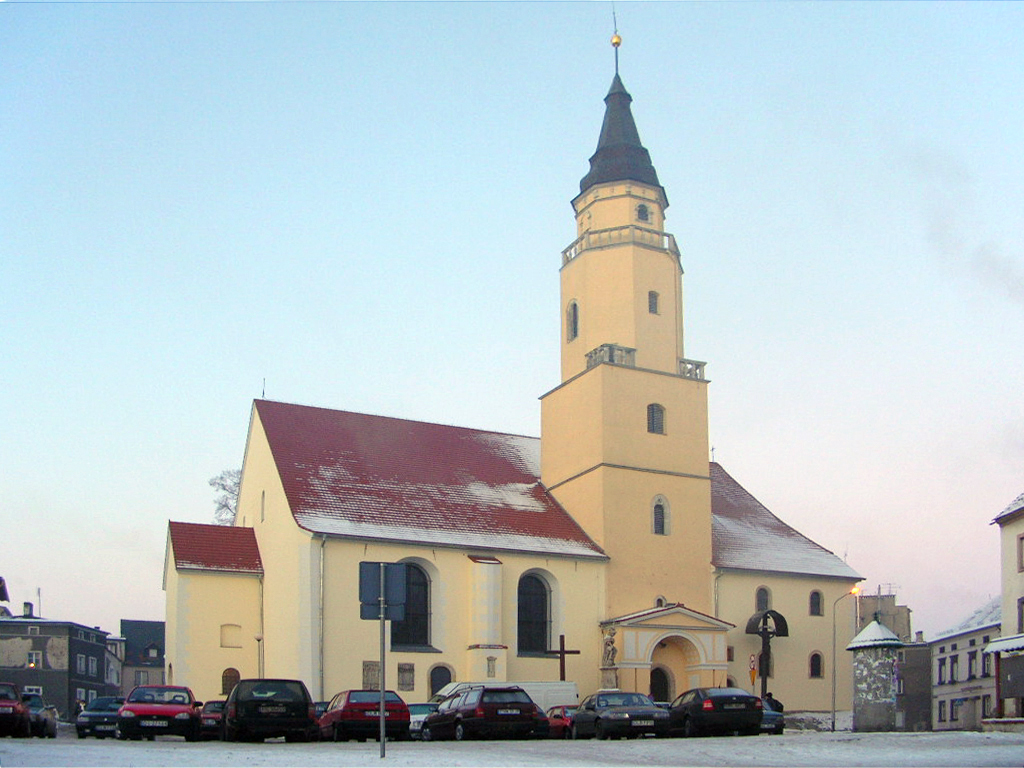
Церковь Св. Ядвиги